# Rosalia De Souza
Rosalia de Souza (Nilópolis, 4 de julio de 1966) es una cantante brasileña de bossa nova.

## Carrera musical
Nacida en el distrito de Olinda-Nilópolis, en las afueras de Río de Janeiro, famoso por la escuela de samba Beija-Flor. En 1988 se trasladó a Italia y estudió solfeo, percusión cubana, canto de jazz e historia del jazz en la Scuola Popolare di Musica di Testaccio de Roma. En el mismo año comienza a trabajar con varios músicos brasileños (Alvaro dos Santos, Ney Coutinho, Roberto Taufic) cantando en los clubes de jazz más importantes de la capital, Clarabella, Saint-Louis, Caffè Latino, Caffè Caruso. Su repertorio habitual incluye autores clásicos de la música brasileña como Tom Jobim, Baden Powell, Joao Gilberto, Sergio Mendes, Edu Lobo, Joyce, Toquinho, Vinicius de Moraes, Djavan, Caetano Veloso, Gilberto Gil, Chico Buarque, Milton Nascimento y otros. En 1994 conoció al DJ y productor Nicola Conte quien la incorporó al proyecto Fez. En 1995 participó en la creación del disco Novo Esquema De Bossa del Quinteto X. 
Los siguientes años se caracterizan por una intensa actividad en vivo que la lleva a actuar en los mejores escenarios de jazz del mundo. En el año 2000 Rosalía De Souza participó del Festival Brasil, por el aniversario del descubrimiento de Brasil, realizado en el Barbican Centre de Londres. Al cabo de un año regresa al Reino Unido para realizar una gira con el grupo Les Hommes, con el que colaboró, y actúan en el Jazz Café del famoso barrio de Camden Town. En 2001 actuó en el Festival de Jazz de Montreux con Nicola Conte. 
En 2003 Conte produce su primer disco en solitario, Garota Moderna que tuvo un gran éxito. Rosalía de Souza fue llamada a actuar en España, al Womad en Las Palmas, en Moscú, Lisboa, Kiev, El Hierro (isla española), Varsovia, Zagreb, Skopje entre otros.
En 2005 Schema Records lanzó el disco Garota Diferente. Cuenta con la participación de los mejores músicos y Dj's europeos.
En 2006, Schema Records lanzó Brasil Precisa Balançar, el segundo álbum de Rosalia De Souza grabado íntegramente en Río de Janeiro, con la participación de Roberto Menescal, quien también es el director artístico del álbum, y de Marcos Valle. Valle aporta dos temas: "Ao Amigo Tom", escrito hace muchos años para el nunca olvidado maestro y "Que Bandeira", interpretado aquí por primera vez a dúo. El cantante Tomas di Cunto colabora con cuatro temas. Se presenta en el Auditorium Parco della Musica (Roma) con la participación de Juho Laetinem, músico islandés que interpreta dos piezas únicamente con violonchelo y voz. La gira la lleva a Japón, al Cotton Club con seis funciones. Roberto Menescal, la sigue en algunos conciertos, incluso en Madrid en el festival Habla Mestizo.
En 2009 se lanzó su nuevo álbum D'Improvviso. Participa en la transmisión de Chiambretti, y el Natale de la Rai 2 con la orquesta de la Rai, haciendo dueto con Jarabe de Palo en una versión de O Que Será en portugués y español, dirigida por el Maestro Renato Serio.
Ha sido colaboradora invitada de varios cantantes y grupos durante años, por ejemplo con Lo Greco Bross, Pooglia Tribe, Montefiori Cocktail, Titanix, Tomas di Cunto, Gaetano Partipillo, Paolo Marzo, Alessandro Magnanini, PilotsOnDope, Papik.
En 2018 se lanzó Tempo, producido por NAU Records, del cual es autora de todas las letras; reelaborando la bossa nova pero manteniendo su esencia tradicional. En este disco también rinde homenaje a Chico Buarque, cantando una versión muy personal de O Que Será, arreglada por el pianista Umberto Petrin.
En 2022 se estrenó su álbum Inspirada con música de Paolo di Sabatino y letra de Rosalia de Souza con la participación del brasileño Marcio Villa Bahia en la batería. Los músicos involucrados en el proyecto, que tocan en vivo con Rosalía desde hace muchos años (Antonio de Luise y Aldo Vigorito en el bajo, Roberto Rossi en la batería y Sandro Deidda en los instrumentos de viento) ofrecen una mezcla de Brasil-Italia en sus puntos comunes.

## Discografía

### Álbumes
- Garota Moderna (2003)
- Garota Diferente (Schema, 2004)
- Jogo De Roda (2005)
- Que Bandeira (2006)
- Brasil Precisa Balançar (Schema, 2008)
- D'Improvviso (Schema, 2009)[3]
- Tempo (2018) (Nau Records -NAU1328)
- Inspirada (2022)

### Sencillos & Largos
- Maria Moita (2002)
- Samba Novo / Bossa 31 (2004)
- Fica Mal Com Deus / Canto De Ossanha (2004)
- Zona Sul / Maria Moita (2004)
- Adriana / Saudosismo (2004)
- Jogo De Roda (2005)
- Que Bandeira (2006)
- Rio De Janeiro (2006)
- Fulgaz (2013)
- Melhor Esta Noite (Pilots On Dope & Rosalia de Souza - 12", Maxi) (2014)
- Fullgás (2021 Remix)

### Compilaciones
- Novo Esquema da Bossa (1995)
- Today’s Sound (1997)
- Hommage (2002)